# Uprising Records
Uprising Records — це музичний лейбл, заснований Шоном Муттакі (англ.Sean Muttaqi) в 1994 році. Лейбл просував такі відомі гурти, як Fall Out Boy, 7 Angels 7 Plagues, Cipher, Red Knife Lottery, Underminded, Dr. Acula, Carnifex, Emmure та інші. Лейбл продав за весь час понад 127 000 копій альбомів у США

## Гурти, підписані на лейбл

### Теперішні
- Amir Sulaiman
- The Crest
- Dylan DillinJah
- Gloria
- Her Demise, My Rise
- I Am the Ocean
- iCON the Mic King
- Katsumoto (band)|Katsumoto
- Red Knife Lottery
- Underminded

### Колишні
- Fall Out Boy
- Kid Gorgeous
- My Bitter End[3]
- Nehemiah[4]
- Project Rocket
- Racetraitor
- Ricanstruction
- 7 Angels 7 Plagues
- This Moment[5]
- Dr. Acula
- Carnifex
- Broadway
- Emmure
- Liferuiner
- Cipher
- T. Mills